# 鄂莫岚
鄂莫岚（1933年—），女，满族，辽宁沈阳人，中国岩石学家，曾任中国科学院地质研究所研究员、博士生导师。